# Inoceramus
Genre
Espèces de rang inférieur
- † Inoceramus bellvuensis
- † Inoceramus biformis
- † Inoceramus comancheanus
- † Inoceramus dakotensis
- † Inoceramus perplexus
- † Inoceramus pictus
- † Inoceramus proximus
- † Inoceramus triangularis

Inoceramus, inocérame en français, est un genre éteint de mollusques bivalves de la sous-classe des Pteriomorphia. Ils ressemblaient vaguement aux huîtres du genre Pteria.

## Aire de répartition

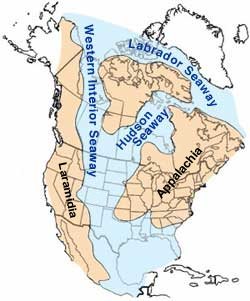
Mer intérieure qui recouvrait l'Amérique du Nord au Crétacé

Plusieurs espèces d'Inoceramus ont connu une large distribution mondiale durant le Crétacé.
On en trouve de nombreux fossiles, par exemple :
- en Amérique du Nord : dans la Pierre Shale (formation géologique ou série stratigraphique du Crétacé supérieur située dans les Montagnes Rocheuses du Nord-Dakota au Nouveau-Mexique), dans la Mer Intérieure de l'Ouest qui couvrait l'Amérique du Nord au Crétacé (Western Interior Seaway pour les anglophones) ou dans l'île de Vancouver en Colombie-Britannique (Canada), ou encore au Texas, dans le Tennessee, en Californie ou en Alaska aux États-Unis ;
- en Europe : en abondance dans l'argile du Gault (du Crétacé inférieur) dans la région londonienne en Angleterre, mais aussi en Espagne, France ou Allemagne.

## Description
La coquille des inocérames était composée d'une épaisse couche de « prismes » de calcite déposés perpendiculairement à leur surface, avec donc un éclat nacré du vivant de l'animal. La plupart des espèces sont caractérisées par des lignes concentriques de croissance en demi-cercles.
Les paléontologues suggèrent que le gigantisme de certaines espèces correspond à une adaptation fonctionnelle à une vie sur des fonds obscurs et anoxiques (pauvres en oxygène) ; des branchies plus étendues permettant à l'animal de mieux faire face à un déficit en oxygène des eaux.

## Taxonomie
Le nombre des espèces valides dans ce genre ne fait pas encore l'objet de consensus, de même que la taxinomie, avec les genres, tels que Platyceramus parfois classé comme sous-genre d'inoceramus.